# القرن (جريدة)
جريدة القرن نصف أسبوعية سياسية ثقافية اجتماعية شاملة تأسست في 7 مايو 1997 استجابة لنقل نبض الشارع وتعزيز الهوية الثقافية العربية الإسلامية كأول منبر إعلامي ناطق بالعربية في جيبوتي.

## التاريخ
وتم تأسيسها بمبادرة من رئيس جيبوتي إسماعيل عمر جيليه الذي كان يومها رئيسا لديوان الرئاسة.
تتابع على رئاسة تحريرها كل من شعيب عجال الصغير وعيسى خيره، ومؤمن حسن برى ، وياسين بوح عبد الله الذي عين مديراً للنشر إضافة إلى رئاسة التحرير منذ يونيو 2011 .

## الأسرة
لدى الصحيفة طاقم إعلامي متخصص وهناك مشروع لتصبح الصحيفة يومية
مدير النشر ورئيس التحرير: ياسين بوح عبد الله
نائب الرئيس التحرير: محمد دعاله واليه
سكرتير التحرير: جمال أحمد ديني
هيئة التحرير: نبيهة عبدو فارح، زياد أحمد يوسف، صفية عبد الله أحمد، محمد عتبان محمد
التصوير الفوتوغرافي: عجه كامل ديرنه، أبوبكر محمد حلويتا، أحمد محمد عبد الله، فتحي عبد الله
الإخراج الفني: حسنة عمر علي
الصف والطباعة: سفيان عكبار عبدو، فتحية دبر فره
السكرتاريا ومدير موقع الإنترنت: ياسمين إسماعيل محمد
التوزيع والإعلانات: رحمه محمد عمر، حليمة محمد حسين